# Погрібняк Микола Степанович
Мико́ла Погрібня́к (5 грудня 1885, село Козацьке Звенигородського пов. Київської губ. — 30 травня 1965, Дніпро) — український художник-живописець, член Катеринославської «Просвіти».

## Життєпис

Збірник дитячих пісень в оформленні Миколи Погрібняка. Катеринослав, 1920 р.

Микола Погрібняк народився 5 грудня 1885 року Звенигородського пов. Київської губ.. У 1903–1908  навчався у Миргородській художньо-промисловій школі у Опанаса Сластіона.
1907 року Микола Погрібняк став оформлювати дешеві книжечки для народного читання — «книжки-копійки», які виходили у Катеринославі. Оформив книжки Адріана Кащенка, Івана Труби, Олени Пчілки, Дмитра Яворницького та інших.

### Переїзд до Катеринослава і діяльність у місцевій «Просвіті»

Микола Погрібняк з дружиною Анастасією.

На початку XX ст. переїхав до Катеринослава (нині Дніпро). Обраний членом місцевого товариства «Просвіта» на зборах 2 березня 1913. Викладав у школі ім. Риндовської (1914) та низці інших навчальних закладів. Перебував під наглядом жандармів від 6 травня 1915, вони ж дали йому «кличку наружного наблюдения» — «Гривач».
Працював учителем графічних мистецтв, викладав на художніх курсах, був одним з організаторів Катеринославського художнього музею, який відкрився 10 травня 1914. Від 1936 художній музей і художнє училище  містилися в одному приміщенні на вул. Шевченка. Відтак Микола Погрібняк мав унікальну можливість показувати своїм студентам найцінніші музейні скарби, недоступні для більшості відвідувачів.
Був учителем славетної української художниці Галини Мазепи (1910–1995). Оформив низку видань А. Кащенка, «Словник української мови» Д. Яворницького (1920), обкладинку часопису «Зоря» (1925) тощо. Його малюнки прикрашають читанку Івана Труби «Стежка додому» (три частини, 1917–1918). У 1918 видав альбом «Малюйте, діти».
Близько 1924 намалював портрет члена «Просвіти» Анастасії Гаркавцевої.
У школах і технікумах вчив книжкової графіки і малярства. Довгі роки (до і після Другої світової війни) викладав у Дніпропетровському художньому училищі. Серед його численних учнів , зокрема, - народний художник України Федір Клименко (1937-2017), Володимир Ерліх (1924-2001) та десятки інших. 
Під час війни залишився в Дніпрі і був досить активний у творчому житті. Напевне, був співробітником Об'єднаного художньо-історичного музею.

## Діяльність під час Другої світової війни
Під час війни, влітку 1942 брав участь як художник у науково-археологічній експедиції на порожисту частину Дніпра, якою керував професор Павло Козар, а в грудні того ж року виставлявся у художньому музеї.

«Проте (в музеї) дещо збереглося, і тепер відбувається укомплектування музею. В цій роботі бере участь відомий український художник М. Погребняк»

— писала полтавська «Нова Україна» 12 вересня 1943.
З 13 по 25 грудня 1942 в музеї пройшла виставка художників міста. На ній були представлені твори відомих не лише в Україні художників В. В. Коренєва, Т. М. Максименка, М. С. Погребняка та інших.

«Твори М. С. Погрібняка збудовані цілком на українському ґрунті. Художник любить свою країну, її вечори і ранки, її засніжені села. Художник однаково добре володіє пастеллю, аквареллю, олією». («Дніпровська газета». — 1943. — 26 січня).

Микола Погрібняк зібрав багато зразків українського орнаменту. Коли митця не стало, дружина Анастасія його спадок передала Дніпропетровському художньому музею.
Помер 30 травня 1965 року в Дніпрі. На його могилі художнє училище встановило пам'ятник.

## Творчість
Автор картин:
- «Після дощу» (1912),
- «На Київщині» (1913),
- «Вечір» (1937),
- «Метелиця» (1945),
- «Колгоспна отара» (1949).

Картини зберігаються в Дніпропетровському художньому музеї.
Микола Погрібняк зібрав багато зразків українського орнаменту.